# Dano (département)
Pour les articles homonymes, voir Dano.
Pour la ville chef-lieu, voir Dano (Dano).
Dano est un département et une commune urbaine de la province de l’Ioba, situé dans la région du Djôrô au Burkina Faso.

## Villes et villages
Le département et la commune urbaine de Dano est composé administrativement d'une ville chef-lieu homonyme, également chef-lieu de la province (données de population consolidées issues du recensement général de 2006) :
- Dano, subdivisée en 7 secteurs urbains (totalisant 29 489 habitants) :

- Secteur 1 (2 875 habitants)
- Secteur 2 (4 156 habitants)
- Secteur 3 (2 228 habitants)
- Secteur 4 (2 418 habitants)
- Secteur 5 (2 268 habitants)
- Secteur 6 (908 habitants)
- Secteur 7 (2 215 habitants)

et de vingt-deux villages ruraux (totalisant 17 068 habitants) :
- Balembar (5 511 habitants)
- Batiara (1 363 habitants)
- Complan (2 092 habitants)
- Dayéré (991 habitants)
- Fitingué (1 196 habitants)
- Gnigbaman (1 706 habitants)
- Gnikpiéré (773 habitants)
- Gnimi (1 247 habitants)
- Kobar (1 490 habitants)
- Kpélégane (857 habitants)
- Lofing (1 212 habitants)
- Manzour (994 habitants)
- Sarba (1 884 habitants), dont
  - Baforé (?habitants), rattaché à Sarba
- Sorkon (1 172 habitants)
- Tambalan (1 008 habitants)
- Tambikpéré (518 habitants)
- Tambiri (802 habitants)
- Tessiougane (69 habitants)
- Wadièlè (233 habitants)
- Yô (1 791 habitants)
- Yabogane (1 597 habitants)
- Zouziègane (983 habitants)